# Harpies (Écaillon)
Pour les articles homonymes, voir Harpie.
Le ruisseau des Harpies ou Hirondelle Majeure ou ruisseau à Grenouilles est une rivière française du département du Nord, dans la région Hauts-de-France et un affluent gauche de Écaillon, c'est-à-dire un sous-affluent de l'Escaut.

## Géographie

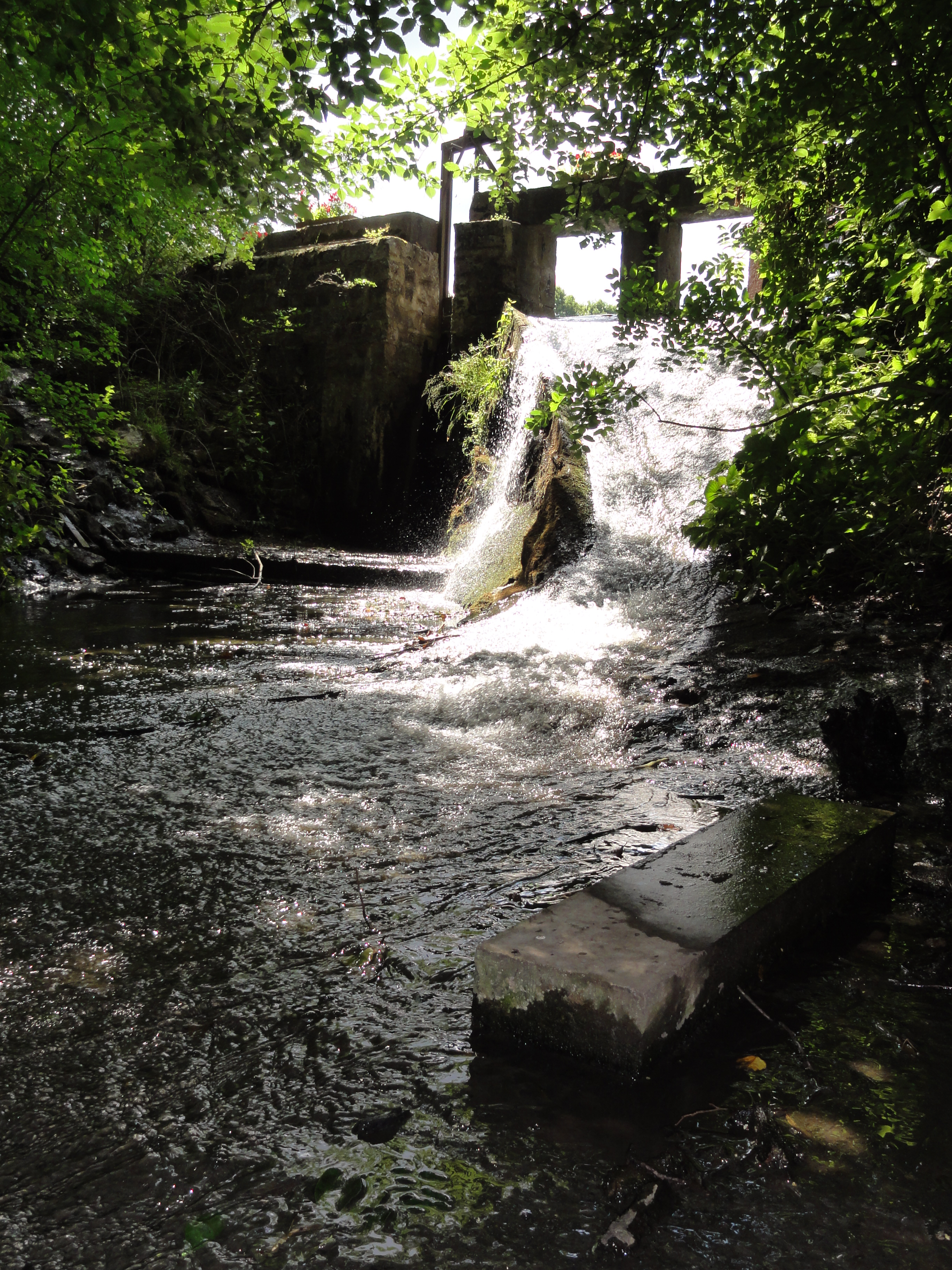
Les Harpies et le moulin à Bousies.

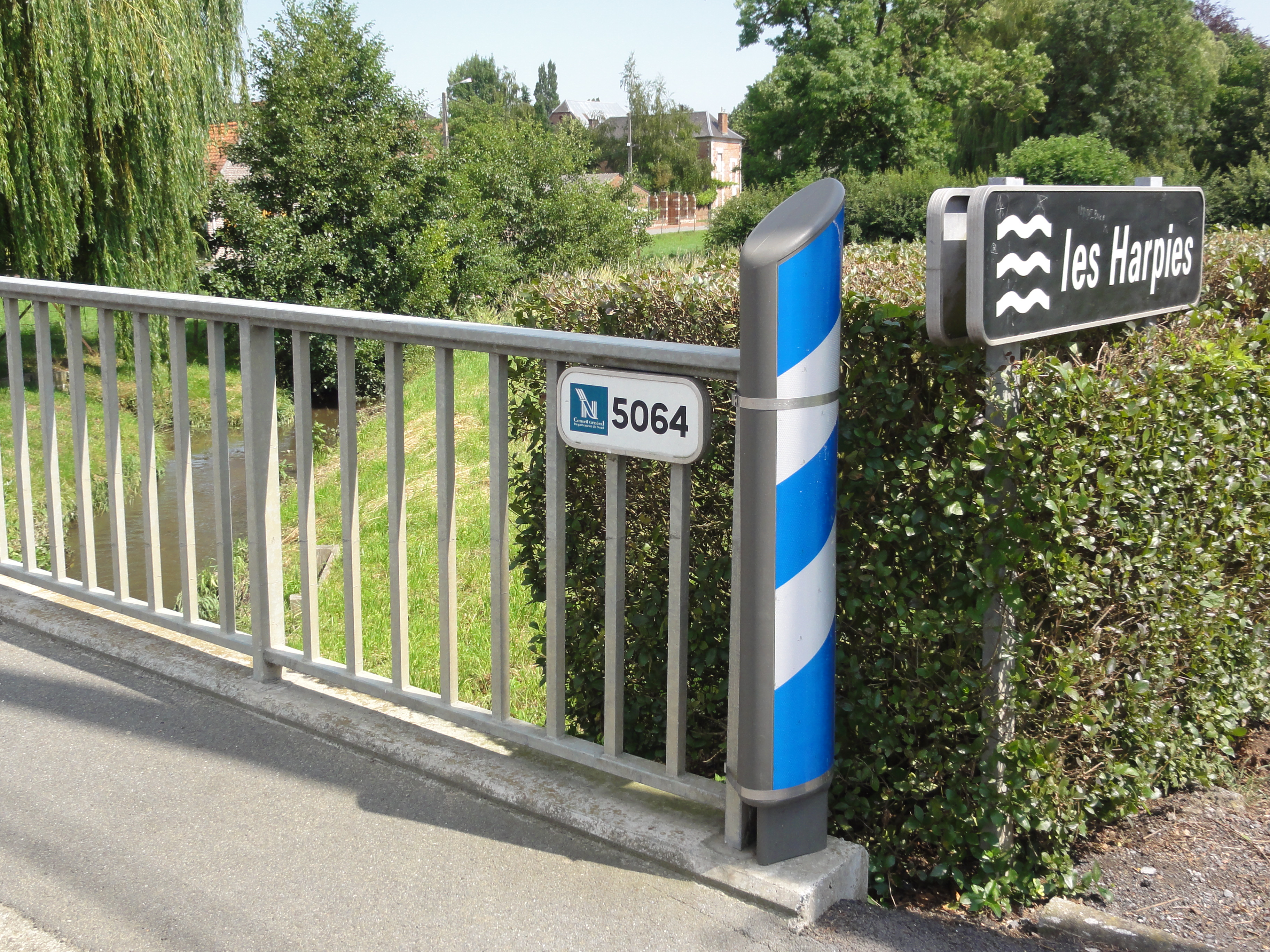
Les Harpies à Vertain.

De 23,7 kilomètres de longueur, le ruisseau des Harpies prend sa source, au sud-ouest de la forêt domaniale de Mormal sur la commune de Locquignol à 168 mètres d'altitude. Il s'appelle aussi dans cette partie haute le ruisseau à Grenouilles
Il coule globalement du sud-est vers le nord-ouest. Il s'appelle dans la partie moyenne de son cours l'Hirondelle Majeure.
Il conflue en rive gauche de l'Écaillon, sur la commune de Vendegies-sur-Écaillon, à 49 mètres d'altitude.
Les cours d'eau voisins sont la Selle à l'ouest, la Vieille Sambre et le Canal de la Sambre à l'Oise au sud et l'Écaillon au nord et à l'est,

### Communes et cantons traversés
Dans le seul département du Nord, le ruisseau des Harpies traverse les onze communes suivantes, dans le sens amont vers aval, de Locquignol (source), Preux-au-Bois, Robersart, Bousies, Croix-Caluyau, Vendegies-au-Bois, Romeries, Vertain, Haussy, Saint-Martin-sur-Écaillon, Vendegies-sur-Écaillon, (confluence).
Soit en termes de cantons, le ruisseau des Harpies traverse trois cantons, prend source dans le canton du Quesnoy-Est, traverse le canton de Landrecies, conflue dans le canton de Solesmes, le tout dans les deux arrondissement d'Avesnes-sur-Helpe et arrondissement de Cambrai.

### Bassin versant
Le ruisseau des Harpies traverse une seule zone hydrographique 'Escaut canalisé de l'écluse de la Folie à l'écluse Fresnes (E176) de 1 709 km2 de superficie

### Organisme gestionnaire
Fusion au 1er janvier 2014, du Syndicat mixte de dessèchement de la Vallée de la Naville avec le syndicat mixte pour l’aménagement hydraulique de la Scarpe et du Bas-Escaut, le Syndicat pour l’entretien et le curage de la Petite Sensée, et le SI aménagement de l’Ecaillon et de ses affluents.

## Affluents
Le ruisseau des Harpes a deux tronçons affluents référencés :
- l'Hirondelle mineure (rg), 4,6 km, sur les trois communes de Landrecies (source) Fontaine-au-Bois, et Bousies (confluence) avec un affluent :
  - le ruisseau du Lannoy (rg), 1,7 km, sur les deux communes de Fontaine-au-Bois (source) et Bousies (confluence).
- le ruisseau des Près Moignet (rg), 1,6 km, sur les trois communes de Bousies (source), Croix-Caluyau, Vendegies-au-Bois (confluence).

### Rang de Strahler
Le rang de Strahler est donc de trois.